# Carolina del Sud
Carolina del Sud és un estat dels Estats Units d'Amèrica, situat al sud-est del país. La província de Carolina del Sud, provinent de la divisió de la província de Carolina el 1712, i que es va assentar des de les Bermudes el 1670, va ser una de les tretze colònies que es va revoltar contra els britànics durant la Revolució americana. El nom de Carolina es va donar en honor del rei Carles I d'Anglaterra. L'any 2000, la població de l'estat era de 4.012.012 d'habitants.

## Població
Segons el cens dels EUA del 2000, hi havia censats a l'estat 28.226 amerindis nord-americans (0,5%). Pel que fa a les tribus, les principals són els cherokees (7.893), catawbes (1.401), tribus de l'est (1.261), lumbee (1.178), choctaw (340) i creek (278).